# Doom (serija)
Doom (dobesedno »poguba«, običajno stilizirano kot DOOM) je serija prvoosebnih strelskih videoiger podjetja id Software. Skupni imenovalec vseh iger v seriji je igralčev lik, neimenovani vesoljski marinec, ki se v službi podjetja Union Aerospace Corporation (UAC) bori proti hordam demonov, ki v naš svet vdirajo iz pekla kot posledica spodletelega poskusa. Velik poudarek je na akciji, lik in zgodba pa sta postranskega pomena.
Prvi del serije, Doom (1993) velja za enega pionirskih naslovov žanra prvoosebnih strelskih videoiger sploh, dosegel je tolikšno prepoznavnost in vplivnost, da so vse podobne igre naslednjih sprva imenovali kar »kloni Dooma«. Na osebne računalnike je uvedel elemente, kot so pravo 3-D okolje, večigralstvo prek omrežne povezave in možnost izdelovanja modifikacij. Po drugi strani je serija sporna zaradi izjemno nasilne in krvave vsebine, ki po mnenju nekaterih spodbuja nasilno vedenje igralcev v resničnem življenju. Prodaja Dooma in naslednika, Doom II, v izvirni obliki je bila denimo do leta 2009 prepovedana v Nemčiji, zaradi česar je razvijalec za nemški trg izdal modificirane različice s predrugačeno grafiko. Prva dva dela sta slovela po množičnosti sovražnih bitij, kasneje pa so morali razvijalci to omejiti zaradi računske zahtevnosti sodobne grafične podobe. Novejši deli zato uporabljajo grozljiv učinek manjših temačnih prostorov in nenadnih napadov nekoliko manj številčnih sovražnikov; serija se je posledično približala žanru preživetvene grozljivke.
V seriji so poleg izvirnika in vrste nadaljevanj izšle tudi številne razširitve in predelave. Sprva je bil razvijalec id Software samostojen, leta 2009 pa ga je prevzelo podjetje ZeniMax Media in pridobilo vse materialne pravice za serijo. Njegova podružnica Bethesda Softworks zdaj deluje kot izdajatelj vseh naslovov v seriji. Po igrah so nastali tudi istoimenski film, serija romanov in več družabnih iger na deski.
Za prvenec so ustvarjalci izdali zastonjsko preizkusno različico (shareware) s prvo četrtino vsebine, ki si jo je po eni od ocen naložilo 15–20 milijonov uporabnikov, prodanih pa je bilo približno 1,5 milijona izvodov polne igre. Doom II je bil komercialno še uspešnejši. Najnovejši del glavne serije, naslovljen Doom Eternal, je izšel leta 2020 in prav tako postal prodajna uspešnica, s tremi milijoni prodanih izvodov v prvem mesecu po izidu.

## Seznam iger

### Glavna serija
- Doom (1993)
- Doom II (1994)
- Doom 64 (1997) - izdaja za Nintendo 64; razvijalec in založnik Midway Games
- Doom 3 (2004)
- Doom 3: Resurrection of Evil (2005)
- Doom (2016)
- Doom Eternal (2020)
- Doom: The Dark Ages (2025)

### Razširitve in izpeljanke
- The Ultimate Doom (1995) - Doom z dodatnimi stopnjami
- Master Levels for Doom (1995) - dodatne stopnje za Doom II
- Final Doom (1996) - dodatne stopnje za Doom II
- Doom RPG (2005) - strelska igra z elementi igranja vlog za prenosne naprave
- Doom Ressurection (2009) - različica Dooma 3 za iOS
- Doom II RPG (2009) - nadaljevanje Dooma RPG za prenosne naprave
- Doom 3: BFG Edition (2012) - posodobljena izdaja Dooma 3